# Acanthispa donckieri
Acanthispa donckieri es un coleóptero de la familia Chrysomelidae. Fue descrita en 1904 por Julius Weise como Acanthodes donckieri.